# 国立病院機構三重病院
独立行政法人国立病院機構三重病院（みえびょういん）は、三重県津市大里窪田町にある独立行政法人国立病院機構が運営する総合病院である。旧国立療養所三重病院。

## 概要
総合成育医療機関として、子供から高齢者までの医療を提供し、とくに、三重県内唯一の小児救急医療拠点病院として、周辺地域の小児救急医療を24時間体制で担っている。三重県保健医療計画では、三重大学医学部附属病院、国立病院機構三重中央医療センターとともに三重子ども病院群として連携し、専門性の高い小児医療および障害児医療を提供するとされており、三重病院は救急をはじめとする小児の急性疾患(感染症や川崎病、けいれんなど)に加え、小児慢性疾患医療（アレルギー、糖尿病、肥満症、てんかん、心身症、など）を重点的に担当している。
小児病棟60床、重症心身障害児者病棟が50床設置されており、さらに2017年（平成29年）には同様の医療型障害児入所施設として病院南側に、県立草の実リハビリテーションセンターおよび県立小児心療センターあすなろ学園を統合移転した「三重県こども心身発達医療センター（仮称）」が設置される予定である。近隣の三重県立緑ヶ丘特別支援学校を含む連携により、三重県の障害を持った子どもに対する発達支援の拠点として総合的な療育支援体制が構築される。
2024年5月時点、三重県選挙管理委員会より、不在者投票のできる施設の一つとして指定されている。

## 外来診療
- 診察日：月曜日～金曜日（土曜、日曜、祝日は休診）
- 診療受付時間：午前8:30～午前11:00

※ 紹介状なしで外来を受診する場合、初診時保険外併用療養費2,700円を徴収している。

## 沿革
- 1939年（昭和14年）05月 - 傷痍軍人三重療養所として創設。
- 1975年（昭和50年）04月 - 国立療養所三重病院に改称。
- 2003年（平成15年）07月 - 外来治療棟が完成、供用開始。
- 2004年（平成16年）04月 - 独立行政法人化に伴い国立病院機構三重病院に改称。
- 2011年（平成23年）12月 - 病棟リニューアル。

## 診療科
- 内科（呼吸器、糖尿病・内分泌）
- 精神科（小児心療科）
- 神経内科
- アレルギー科
- 小児科
- 整形外科
- 小児外科
- 皮膚科
- 眼科
- 耳鼻咽喉科
- リハビリテーション科
- 放射線科
- 歯科口腔外科
- 麻酔科

## 医療機関の指定
- 保険医療機関（各種健康保険取扱機関）
- 労災保険指定医療機関
- 原子爆弾被爆者一般疾病指定医療機関
- 自立支援医療指定医療機関（更生医療）
- 生活保護法指定医療機関
- 養育医療指定医療機関
- 結核指定医療機関
- 公害健康被害補償法指定医療機関
- 外国医師臨床修練指定病院

## アクセス
- 各線津駅、近鉄名古屋線 高田本山駅、伊勢鉄道・伊勢鉄道線 東一身田駅、JR紀勢本線 一身田駅より三重交通バス：一身田大里線「三重病院」行に乗車、「三重病院」停留所下車。